# Eleição municipal de Juiz de Fora em 2000
A eleição municipal de Juiz de Fora em 2000 foi realizada em dois turnos (1 de outubro e 29 de outubro). O prefeito em exercício era Tarcísio Delgado do PMDB que tentou a reeleição. Tarcísio Delgado foi reeleito em segundo turno, derrotando o ex-prefeito Alberto Bejani do PFL.

## Candidatos
|  | Nº | Candidato(a) a prefeito | Candidato(a) a prefeito                                 | Candidato(a) a vice-prefeito | Candidato(a) a vice-prefeito                                | Coligação |
|  | -- | ----------------------- | ------------------------------------------------------- | ---------------------------- | ----------------------------------------------------------- | --- |
|  | 13 |                         | Agostinho Valente (PT) Agostinho César Valente          |                              | n/d (PT)                                                    | Frente Valente-Mudança com Democracia - Partido dos Trabalhadores (PT) - Partido Comunista do Brasil (PCdoB) - Partido Socialista dos Trabalhadores Unificado (PSTU) |
|  | 15 |                         | Tarcísio Delgado (PMDB) Raimundo Tarcísio Delgado       |                              | Sebastião Helvécio (PPB) Sebastião Helvécio Ramos de Castro | Frente por Juiz de Fora - Partido do Movimento Democrático Brasileiro (PMDB) - Partido Progressista Brasileiro (PPB) - Partido Popular Socialista (PPS) - Partido Trabalhista Brasileiro (PTB) - Partido Social Cristão (PSC) - Partido da Social Democrata Cristão (PSDC) |
|  | 25 |                         | Alberto Bejani (PFL) Carlos Alberto Bejani              |                              | n/d (PFL)                                                   | Frente Social Liberal - Partido da Frente Liberal (PFL) - Partido Liberal (PL) - Partido Geral dos Trabalhadores (PGT) - Partido Social Trabalhista (PST) - Partido Trabalhista do Brasil (PTdoB) - Partido Republicano Progressista (PRP) - Partido Social Democrático (PSD) - Partido Social Liberal (PSL) - Partido Renovador Trabalhista Brasileiro (PRTB) - Partido dos Aposentados da Nação (PAN) - Partido Humanista da Solidariedade (PHS) - Partido da Mobilização Nacional (PMN) |
|  | 40 |                         | Rene Matos (PSB) Rene Gonçalves de Matos                |                              | n/d (PSDB)                                                  | Tempo Novo - Partido Socialista Brasileiro (PSB) - Partido da Social Democracia Brasileira (PSDB) - Partido Democrático Trabalhista (PDT) |
|  | 43 |                         | José Eduardo Araújo (PV) José Eduardo Araújo dos Santos |                              | n/d (PV)                                                    | Sem coligação - Partido Verde (PV) |

## Resultado da eleição para prefeito
| Candidato(a)             | Vice                     | 1º Turno 1 de outubro de 2000 | 1º Turno 1 de outubro de 2000 | 2º Turno 29 de outubro de 2000 | 2º Turno 29 de outubro de 2000 |
| Candidato(a)             | Vice                     | Votação                       | Votação                       | Votação                        | Votação                        |
| Candidato(a)             | Vice                     | Total                         | Porcentagem                   | Total                          | Porcentagem                    |
| ------------------------ | ------------------------ | ----------------------------- | ----------------------------- | ------------------------------ | ------------------------------ |
| Tarcísio Delgado (PMDB)  | Sebastião Helvécio (PPB) | 84.026                        | 32,93%                        | 139.384                        | 54,60%                         |
| Alberto Bejani (PFL)     | n/d (PFL)                | 89.162                        | 34,94%                        | 115.916                        | 45,40%                         |
| Rene Matos (PSB)         | n/d (PSDB)               | 60.614                        | 23,76%                        | Não participaram               | Não participaram               |
| Agostinho Valente (PT)   | n/d (PT)                 | 14.953                        | 5,86%                         | Não participaram               | Não participaram               |
| José Eduardo Araújo (PV) | n/d (PV)                 | 6.405                         | 2,51%                         | Não participaram               | Não participaram               |
| Total de votos válidos   | Total de votos válidos   | 255.160                       | 100,00%                       | 255.300                        | 100,00%                        |
| Votos apurados           |                          |                               |                               |                                |                                |
| Votos válidos            | Votos válidos            | 255.160                       | 92,65%                        | 255.300                        | 93,92%                         |
| Votos em branco          | Votos em branco          | 5.277                         | 1,92%                         | 5.445                          | 2,00%                          |
| Votos nulos              | Votos nulos              | 14.958                        | 5,43%                         | 11.079                         | 4,08%                          |
| Total de votos apurados  | Total de votos apurados  | 275.395                       | 100,00%                       | 271.824                        | 100,00%                        |
| Eleitores                |                          |                               |                               |                                |                                |
| Comparecimento           | Comparecimento           | 275.395                       | 88,13%                        | 271.824                        | 86,99%                         |
| Abstenções               | Abstenções               | 37.079                        | 11,87%                        | 40.650                         | 13,01%                         |
| Total de eleitores       | Total de eleitores       | 312.474                       | 100,00%                       | 312.474                        | 100,00%                        |